# マリー＝アンヌ・リベール
マリー=アンヌ・リベール(Marie-Anne Libert,1782年4月7日-1865年1月15日)はベルギーの植物学者、歴史家、考古学者。アルデンヌの隠花植物の研究でヨーロッパ中に名声を轟かせた女性である。

## 生涯
1782年4月7日、マルメディ（現・ベルギー王国リエージュ州）の裕福な皮革業者アンリ=ジョセフ・リベール(Henri-Joseph Libert)と妻マリー=ジャンヌ=ベルナディーヌ(Marie-Jeanne-Bernadine・旧姓Dubois）の間に13人兄弟（4人は夭逝）の12人目として生まれる。マルメディはアルデンヌ高原の北端に位置する小さな町で、神聖ローマ帝国の中でスタヴロ・マルメディ修道院領として独立していたが、彼女の生涯の間にフランス革命戦争によりフランス領となり、ウィーン会議によってプロイセン領になるなど変遷が激しかった。
両親はすぐに彼女の才覚に気付き、12歳の時にプリュムのボーディングスクールに入れてドイツ語や算術を学ばせた。またプリュムのベネディクト修道院でバイオリンの稽古もしている。彼女は博物学に興味を持ち、マルメディに戻ると周囲を散策しては植物や鉱物を採集し、父の書斎の書籍を調べるためにラテン語を習得した。その植物標本をヴェルヴィエの医師・植物学者アレクサンドル・ルイ・ルジュヌ(Alexandre Louis Lejeune, 1779-1850)に見せたことがきっかけで、植物学に本格的に取り組むことになる。ルジュヌは北フランスの植生調査のためにウルト川地域の植物目録を準備していたので、彼女にマルメディ周辺の高山植物の標本作製を依頼し、それに必要な文献を提供したのである。ルジュヌのRevue de la flore des environs de Spaに挙げられた維管束植物の多くは彼女の手によるものである。
1810年、当時モンペリエ大学の教授でベルギーを調査旅行中だった植物学者オーギュスタン・ピラミュス・ドゥ・カンドールに出会う。彼女はルジュヌとともにドゥ・カンドールに同行したが、ドゥ・カンドールは彼女の知識や能力に、またアルデンヌの植生の豊かさに驚き、これまで注目されなかったこの地域の研究を彼女に勧めた。彼女は勧めにしたがい精力的に標本を集め、その成果は1830年から1837年にかけて出版された彼女の主著Plantae Cryptogamicae quas in Arduenna collegitにまとめられている。これは4巻からなる標本集で、シダ、コケ、藻類、菌類、地衣類など400点が含まれ、それぞれにラテン語の説明が付けられている。編集や刊行に際してはルジュヌが大いに協力している。これにより彼女の名声はヨーロッパ中の植物学者たちに広まり、プロイセンのフリードリヒ・ヴィルヘルム3世からメダルを授与されるほどであった。
1837年、標本採集に必要な体力の衰えを理由に、植物学から地域の歴史や考古学に転向した。しかしこの分野では、専門的な資料や最新の知識が手に入れられず、間違った考察をすることになる。大きな貢献をしたとはいえないが、彼女の集めた資料はリエージュの歴史資料館に納められている。
なお、彼女の兄弟は成人した9人のうち結婚したのは3人だけで、マリー=アンヌら6人は家に残って親から受け継いだ皮革業を発展させている。また植物学の第一線を離れたあとでも、訪れる植物学者たちをマルメディ周辺に案内するなどしていたという。

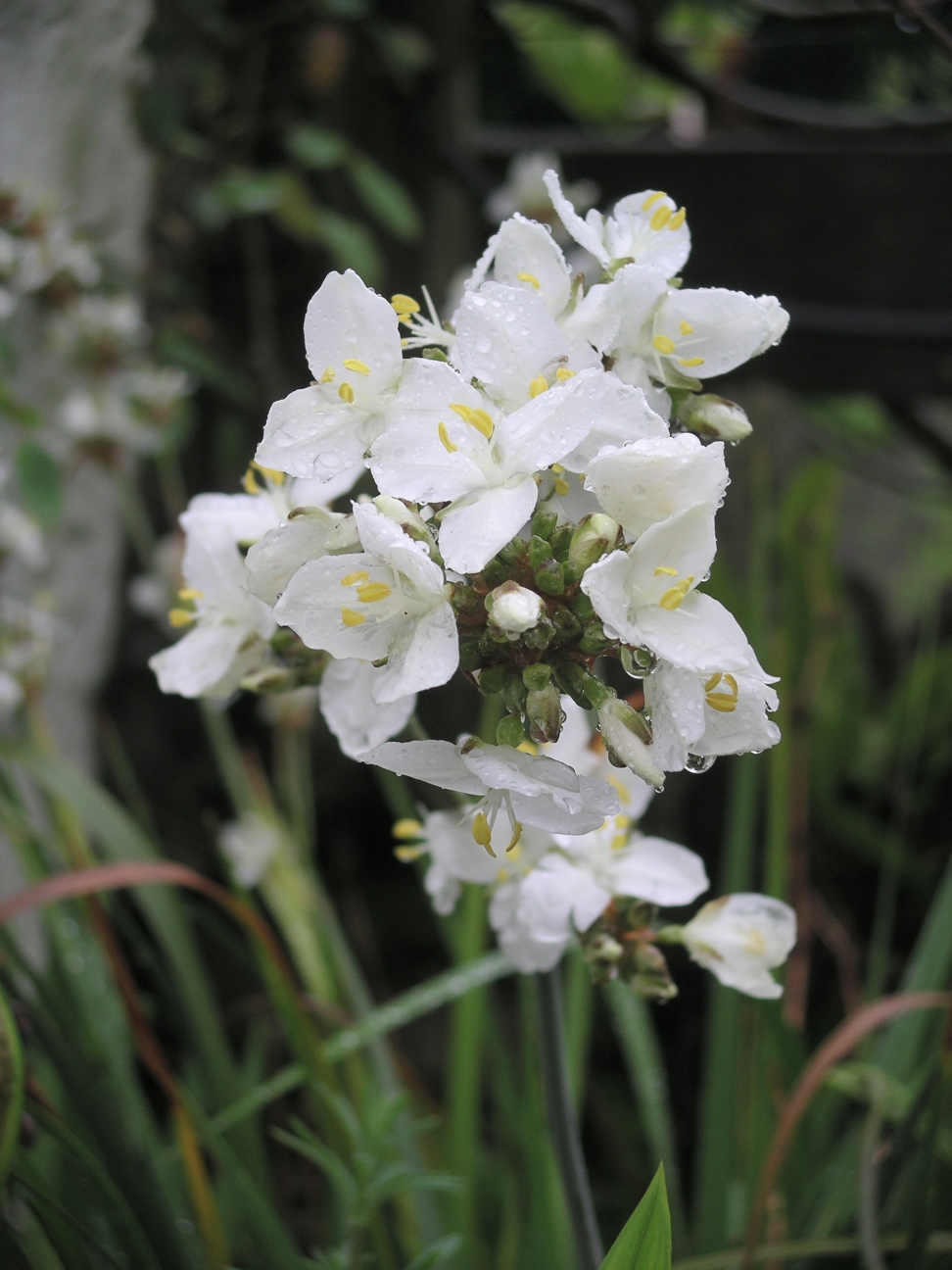
ニュージーランド原産のLibertia grandiflora（アヤメ科）

1925年マルメディの通りに彼女の名前が付けられた。またイボクサアヤメ属(Libertia)など6つの属と多くの種が彼女に因んだ名を付けられている。